# George Onslow

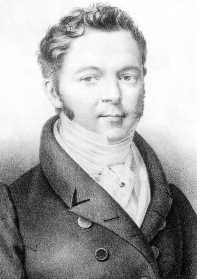
George Onslow.

André George Louis Onslow (Clermont-Ferrand, 27 juli 1784 – aldaar, 3 oktober 1853) was een Franse componist van deels Engelse afkomst. Zijn naam wordt soms foutief gespeld als Georges. In zijn tijd gold hij als een belangrijk componist van voornamelijk kamermuziek, maar daarna raakte hij lange tijd in de vergetelheid.

## Levensloop
George Onslow was de zoon van een Engelse vader, die zijn land na een familieschandaal had verlaten, en een Franse moeder. Het aristocratische gezin moest in 1797, enige jaren na de Franse Revolutie, het land ontvluchten en kwam via Rotterdam en Hamburg in Londen uit, waar George pianolessen volgde bij Johann Baptist Cramer en Jan Ladislav Dussek. De ballingschap van zijn vader eindigde in 1804, maar de jonge Onslow bleef daarna nog twee jaar rondreizen door Duitsland en Oostenrijk als onderdeel van zijn educatie. In die tijd ontstonden zijn eerste pianosonate en pianotrio. Verdere compositielessen nam hij in 1807-08, na terugkeer in Frankrijk, bij Anton Reicha in Parijs.
Onslow componeerde grote aantallen strijkkwartetten en strijkkwintetten, die hem in heel Europa grote roem brachten en de bewondering opwekten van Beethoven en Schubert. Diens Strijkkwintet in C (1828) heeft veel aan Onslows voorbeeld te danken. Invloedrijke componisten als Mendelssohn en Schumann achtten hem gelijkwaardig aan Haydn, Mozart en Beethoven en hij werd wel "de Franse Beethoven" genoemd. Vele vooraanstaande muziekuitgeverijen, zoals Breitkopf & Härtel en Kistner, vochten erom zijn werk te mogen uitbrengen.
In 1829 werd Onslow bij een ongeluk tijdens de jacht doof aan één oor. Daarna trok hij zich terug in Auvergne, aanvankelijk in het kasteel van zijn vader, château de Chalendrat in Mirefleurs, en vervolgens in château de Bellerive in La Roche-Noire. Hij vertoonde zich alleen nog in Parijs bij officiële gelegenheden of om nieuwe werken te presenteren. In 1842 werd hij als opvolger van de overleden Luigi Cherubini verkozen tot voorzitter van de prestigieuze Académie des Beaux-Arts. Dat was opmerkelijk voor een kamermuziekspecialist in het zeer operagezinde Frankrijk.
In zijn laatste jaren werd Onslow gekweld door toenemende depressies en zelftwijfel. De al tijdens zijn leven tanende belangstelling voor zijn composities droeg daaraan vermoedelijk bij. In 1850 schreef hij zijn laatste werk, een pianotrio. Drie jaar later stierf hij op 69-jarige leeftijd in zijn geboorte- en woonplaats Clermont-Ferrand in Auvergne.

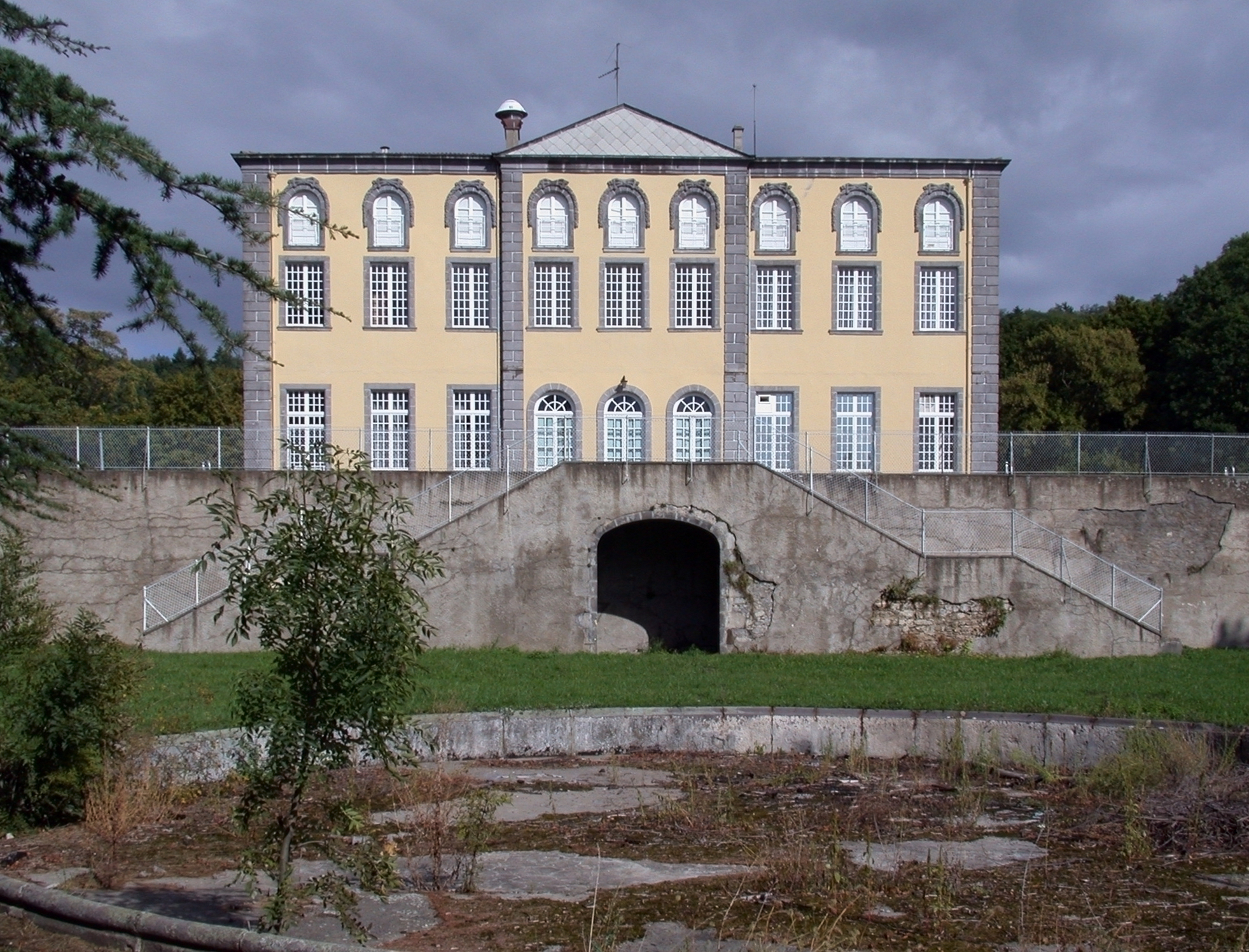
Château de Chalendrat
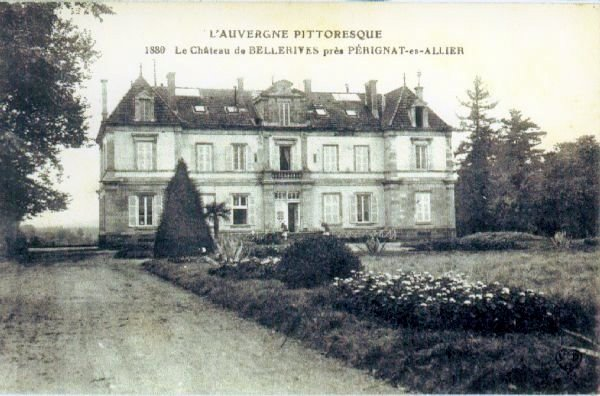
Château de Bellerive, Perignat (afgebroken 1991), op een oude prentbriefkaart
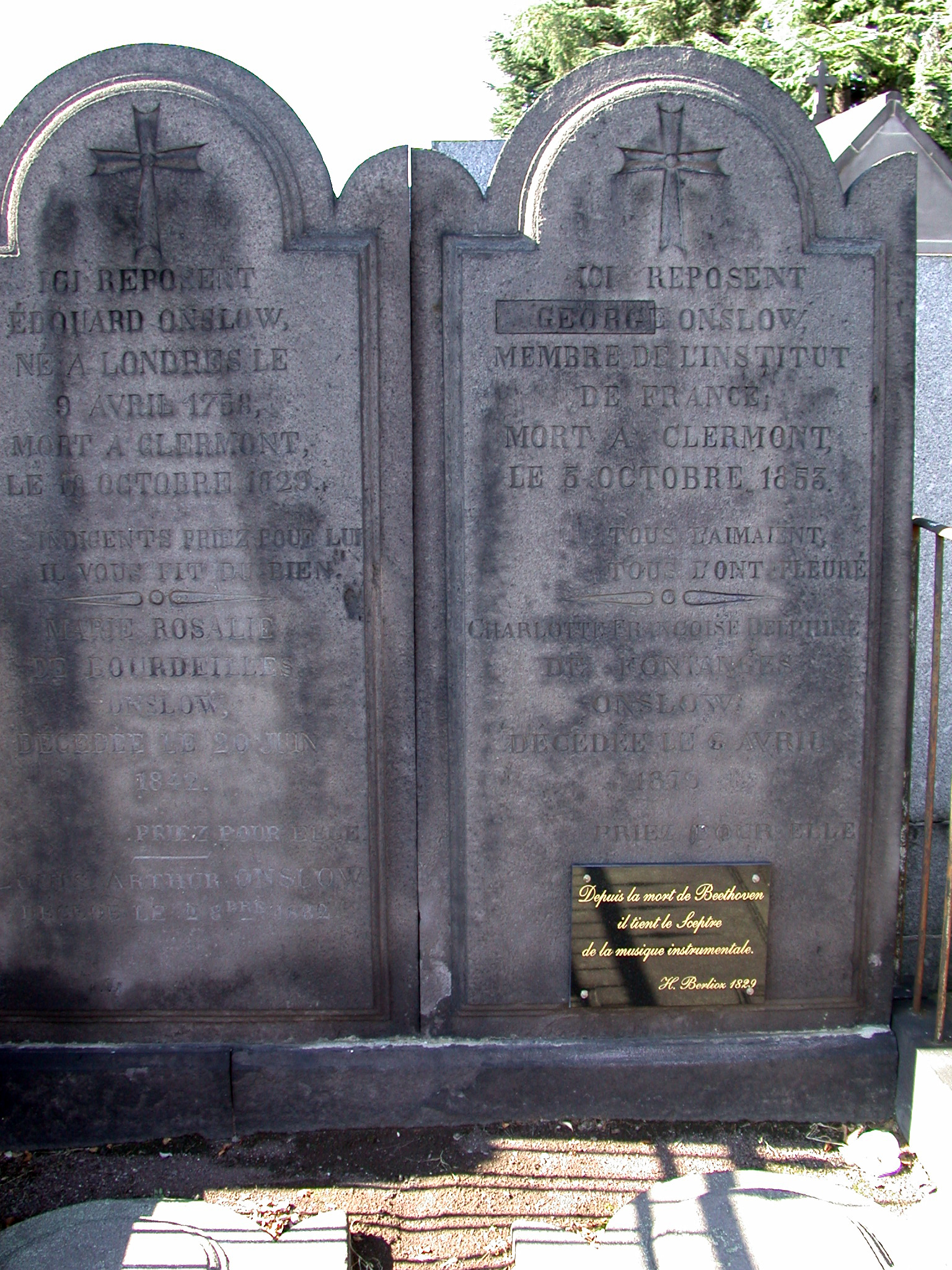
Onslows grafmonument in Clermont-Ferrand.

## Postuum
Na zijn dood verdween Onslows muziek snel van het repertoire. Pas ter gelegenheid van zijn tweehonderdste geboortejaar 1984 kwam er weer enige belangstelling voor deze componist. Sindsdien begonnen diverse muziekensembles zijn werk te spelen en verschenen er cd-opnamen van vele van zijn kwartetten en kwintetten.

## Werk
Onslow is vooral bekend om zijn tientallen strijkkwartetten en -kwintetten. Buiten de kamermuziek schreef hij vier symfonieën, vier opera's, koorwerken en pianomuziek. Zijn stijl is sterk beïnvloed door de Eerste Weense School en kenmerkt zich door perfecte afwerking, melodieënrijkdom en doorwrocht contrapunt. Hij wist de dramatiek van de Franse opera te combineren met de intieme wereld van de kamermuziek. Ook in het symfonische genre bleek hij, afgezien van Berlioz, de origineelste Franse componist van zijn tijd te zijn.

## Beknopte werkenlijst

### Kamermuziek
- 36 strijkkwartetten
- 34 strijkkwintetten (met tweede altviool of tweede cello of contrabas)
- 10 pianotrio's
- 1 pianokwintet (met strijkinstrumenten)
- 2 sextetten (piano met blaasinstrumenten)
- 1 septetten (piano met blaasinstrumenten
- 1 nonet (strijk- en blaasinstrumenten)
- 1 blaaskwintet
- 6 sonates voor viool en piano
- 1 sonate voor cello en piano

### Orkestmuziek
- Symfonie nr. 1 A-majeur op. 41 (1831)
- Symfonie nr. 2 d-mineur op. 42 (1831)
- Symfonie nr. 3 f-mineur op. (1833, orkestratie van het strijkkwintet op. 32 uit 1826)
- Symfonie nr. 4 G-majeur op. 71 (1846)

### Opera's
- Les deux Oncles (± 1806, onuitgegeven)
- L’Alcade de la Véga (drame lyrique, 1822-24)
- Le Colporteur ou l’Enfant du Bûcheron (opéra-comique, 1826)
- Guise ou les États de Blois (drame lyrique, 1835-36)